# Her Temporary Husband

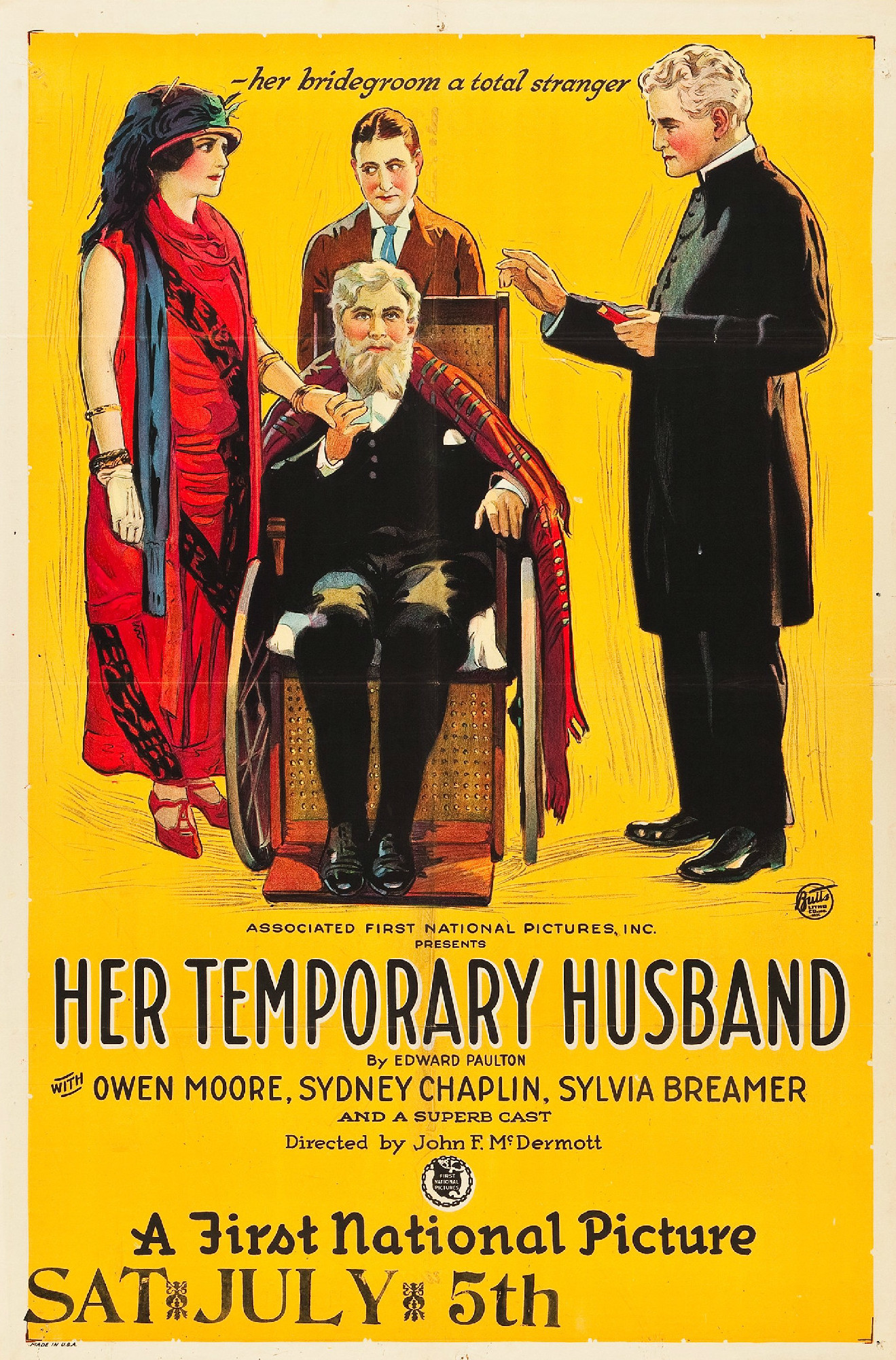
Affiche du film

Her Temporary Husband est un film américain réalisé par John McDermott, sorti en 1923. Il a été produit et distribué par Associated First National, devenu ultérieurement First National Pictures.

## Fiche technique
- Réalisation : John McDermott
- Scénario : F. McGrew Willis, d'après la pièce Her Temporary Husband d'Edward A. Paulton[1]
- Production : Associated First National
- Photographie : Sam Landers
- Genre : Comédie
- Durée : 70 minutes (7 bobines)[2]
- Date de sortie : 23 décembre 1923

## Distribution
- Owen Moore : Thomas Burton
- Syd Chaplin : Judd
- Sylvia Breamer : Blanche Ingram
- Tully Marshall : John Ingram
- Charles K. Gerrard : Clarence Topping
- George Cooper : Conrad Jasper
- Charles Reisner : Hector
- John Patrick : Larry
- Craig Biddle Jr.